# G 37
G 37 (auch G37) ist ein seit 2013 eigentlich rechtlich veralteter Name einer arbeitsmedizinische Vorsorgeuntersuchung für Bildschirmarbeitsplätze, um Schäden zu verhindern oder frühzeitig zu erkennen. Regelt ist dies als sog. Angebotsvorsorge nach Teil 4 Ziffer 2 Nr. 2 Anhang Arbeitsmedizinische Pflicht- und Angebotsvorsorge zur Verordnung zur arbeitsmedizinischen Vorsorge (ArbMedVV) ist diese dem Arbeitnehmer anzubieten, der Arbeitnehmer ist zur Teilnahme jedoch nicht verpflichtet. Der Name stammt von einer früheren Grundsatz-Nummer der DGUV (G 37 = „Grundsatz Nr. 37 der DGUV“). 
Die Erstuntersuchung ist vor der Aufnahme einer Tätigkeit an Bildschirm-Arbeitsplätzen anzubieten, da vorher allgemeine Anamnese und Beschwerden wie
- Sehstörungen und Augenerkrankungen
- Beschwerden und Erkrankungen des Bewegungsapparates
- neurologische Störungen

zu dokumentieren sind. Spezielle Untersuchungen in Form eines Siebtests (Screening) sind erforderlich bezüglich 
- Sehschärfe
  - Ferne: ohne Sehhilfe bzw. bei Fehlsichtigkeiten mit einer Sehhilfe (Brille oder Kontaktlinse)
  - Nähe: arbeitsplatzbezogen (im Allgemeinen bei den Prüfentfernungen 33 cm und 55 cm) ohne  Sehhilfe bzw. bei Fehlsichtigen mit der am Arbeitsplatz getragenen Sehhilfe
- Stereopsis (räumliches Sehen)
- Heterophorie (Stellung und Beweglichkeit der Augen)
- Farbsinn (bei Anforderungen an das Farbunterscheidungsvermögen)
- zentrales Gesichtsfeld.

Bei Beanstandung ist eine Nachuntersuchung vor Ablauf von 36 Monaten erforderlich.
Eine vorzeitige Nachuntersuchung ist vorzunehmen
- nach Erkrankungen mit Anlass zu Bedenken gegen eine Weiterbeschäftigung
- auf Wunsch eines Arbeitnehmers, der unabhängig vom Ergebnis vorangegangener Untersuchungen über Beschwerden klagt, die arbeitsplatzbezogen sein könnten
- nach ärztlichem Ermessen in Einzelfällen, z. B. bei befristeten gesundheitlichen Bedenken

Je nach Intensität und Dauer der Tätigkeit am Bildschirmgerät können bei nicht ausreichendem Sehvermögen oder bei ergonomisch ungenügend gestalteten Bildschirmarbeitsplätzen asthenopische Beschwerden, wie z. B. Kopfschmerzen, brennende und tränende Augen, Flimmern, Doppelbilder oder Beschwerden durch körperliche Fehlhaltungen auftreten.
Ein Arbeitnehmer an einem Bildschirmarbeitsplatz ist jeder, der gewöhnlich bei einem nicht unwesentlichen Teil seiner normalen Arbeit ein Bildschirmgerät benutzt.